# Метликина, Любовь Павловна
Любовь Павловна Метликина (род. 25 апреля 1959, Челябинск, РСФСР, СССР) — советский и российский тренер высшей категории по лёгкой атлетике. Заслуженный тренер России (2007). Спортивный судья всероссийской категории (2017).

## Биография
Родилась 25 апреля 1959 года в Челябинске.
В 1984 году окончила Челябинский государственный институт физической культуры. Преподаёт лёгкую атлетику с 1989 года.
С 1998 года работает тренером в СДЮСШОР № 2 г. Челябинска. С 1999 года работает в Южно-Уральском государственном университете. В настоящий момент является преподавателем кафедры спортивного совершенствования и одним из тренеров по лёгкой атлетике.
Она подготовила 1 заслуженного мастера спорта, 5 мастеров спорта и более 20 кандидатов в мастера спорта. Наиболее известным её воспитанником является Дмитрий Петров — бронзовый призёр чемпионата мира в помещении 2006 года, чемпион России в помещении 2006 года.
Любовь Павловна является лауреатом всероссийских конкурсов учреждений дополнительного образования детей физкультурно-спортивной направленности системы образования в номинации «Мастерство» (2004, 2005).
В 2015 году ей был посвящён один из выпусков телепередачи «Кадры», выходящей на 31 канале.

## Награды и звания
- Почётное звание «Почётный работник общего образования Российской Федерации» (2000).
- Почётная грамота Министерства образования Российской Федерации (2001).
- Почётное звание «Заслуженный тренер России» (2007).
- Почётная грамота Министерства образования и науки Челябинской области (2007).